# Îles Odanak
Les îles Odanak sont trois îles situées dans la partie sud du lac Magog en Estrie au Québec, Canada. Elles font partie de la municipalité de Sainte-Catherine-de-Hatley. Cet archipel est également appelé « archipel Marinier » depuis que Bruno-Marie Béchard Marinier s'en est porté acquéreur en 2005 et 2006.

## Toponymie
Le nom des îles Odanak provient du nom de la maison que le chanoine Émile Chartier (1876-1963) y a érigée en 1938. Le nom a été proposé en 1986 par la Société d'histoire des Cantons-de-l'Est et officialisé l'année suivante par la Commission de toponymie du Québec. Jusqu'en 1987, l'île principale de l'archipel était désignée sous le nom d'île Chartier,,.

## Histoire
La grande île de l'archipel mesurait à l'origine 6 acres couverts d'herbe qui servaient de pâturage à quelques vaches amenées sur l'île par radeau au printemps par le propriétaire Ambroise Gaudreau. Le cultivateur les ramenait sur la rive à la nage à l'automne. Lorsque le barrage hydroélectrique de Rock Forest a été érigé en 1911, le niveau d'eau du lac Magog s'est élevé d'environ un mètre, ce qui a inondé plusieurs champs en agrandissant la taille du lac. L'île a alors rétréci d'environ 6 à 3 acres de superficie. En 1923, l'île est acquise par les curés Charles-Edmond Chartier et Joseph Têtu, auxquels se joint quelques semaines plus tard le chanoine Émile Chartier, alors premier vice-recteur et aumônier général de l'Université de Montréal. Ce dernier rachète ensuite la part du curé Têtu en 1925, puis celle du curé Chartier en 1934. En 1938, le chanoine Chartier fait ériger une maison en bois avec tour au sommet de la plus haute colline rocheuse de l'île, avec trois passerelles et un abri à bateaux de deux étages. Il nomme cette maison Odanak (qui signifie "chez nous" dans la langue des amérindiens Abénaquis), et fait planter plusieurs arbres sur toute la surface de l'île, notamment de nombreux pins blancs. En 1956, l'île (alors désignée sous le nom d'île Chartier) est acquise par l'Orphelinat Saint-Joseph de Waterville, en 1967, par les frères de Sainte-Croix de Montréal, puis en 1974, par Jacques Darche de Sainte-Catherine-de-Hatley qui en fait don à la communauté religieuse Marie-Jeunesse en 1997. À l'hiver 2003, la maison sur l'île est lourdement pillée et vandalisée. 
La petite île de l'archipel et l'îlot voisin formaient à l'origine une seule île comportant une petite maison au sommet de la colline rocheuse. Lorsque le lac Magog a été inondé en 1911, l'île s'est alors divisée en deux. Seule la base en béton de la cheminée de la maison subsiste aujourd'hui sur la petite île. En 1959, l'île est acquise de Rose-Anna Bernier-Lagassé par le comptable Lionel Jacques, en 1962, par le vendeur Léonard Chartier (sans parenté avec le curé ni le chanoine Chartier), en 1968, par le scripteur radiophonique André Boulanger, en 1971, par l'ingénieur Jacques Lemieux, puis en 1976, par le marchand Jacques Darche. 
En 2005 et 2006, les îles de l'archipel sont acquises des différents propriétaires par Bruno-Marie Béchard Marinier, alors recteur de l'Université de Sherbrooke. Le nouveau propriétaire modernise la maison sur la grande île, tout en préservant son environnement naturel. La petite île est accessible au public et constitue une halte populaire pour les kayakistes sur le lac Magog.